# Chiesa di San Pietro Apostolo (Belluno)
La chiesa di San Pietro Apostolo è la parrocchiale di Sargnano, frazione di Belluno, in provincia di Belluno e diocesi di Belluno-Feltre; fa parte della convergenza foraniale di Belluno.

## Storia
Già nel XIV secolo la comunità sargnanese costituiva una cappellania, ma divenne parrocchia autonoma solo nel 1834.
Nel 1864 tale Antonio Maresio Bazzolle donò un terreno per farvi sorgere la nuova chiesa; il 9 ottobre del medesimo anno infatti iniziarono i lavori di scavo per le fondamenta.
La prima pietra dell'edificio venne invece posta il 13 giugno del 1865. L'opera fu interrotta nel 1866 a causa dello scoppio della terza guerra d'indipendenza e poté riprendere dopo molte difficoltà solo nel 1883, per poi venire terminata nel 1892; il 29 giugno 1893 la parrocchialità fu trasferita nella chiesa.

## Descrizione

### Esterno
La facciata a capanna della chiesa, che volge a mezzogiorno, è scandita da due paraste laterali e suddivisa da una cornice marcapiano in due registri; quello inferiore presenta al centro il portale d'ingresso, sormontato da una mensola, mentre in quello superiore, coronato dal timpano triangolare, si apre una finestra a lunetta inscritta in un grande arco a tutto sesto.
Annesso alla parrocchiale è il campanile a base quadrata, la cui cella presenta una monofora per lato ed è coronata dalla guglia piramidale poggiante sul tamburo ottagonale.

### Interno
L'interno della chiesa si compone di un'unica navata; qui sono conservate diverse opere di pregio, tra cui l'altare laterale del Sacro Cuore, la tela della Deposizione della Croce, eseguita all'inizio del XVII secolo nello stile di Palma il Giovane, la pala raffigurante l'Assunta assieme ai santi Giacomo Maggiore, Giorgio, Pietro e Paolo, che richiama le opere della scuola bassanesca, il tabernacolo, scolpito da Valentino Panciera Besarel, la Via Crucis, realizzata da Franco Fiabane, e l'acquasantiera, in pietra di Castellavazzo.